# Фірсов Опанас Осипович
Фірсов Опанас (Афанасій) Осипович (рос. Фирсов Афанасий Осипович; 25 квітня 1883, Бердянськ, Бердянський повіт, Таврійська губернія, Російська імперія — 13 листопада 1937, СРСР) — інженер-конструктор, очільник спеціального конструкторського секретно танкового бюро машинобудівництва на заводі імені Комінтерну у Харкові, один з розробників танків БТ-5 та БТ-7.

## Життєпис
Народився 25 квітня 1883 року у місті Бердянськ в багатодітній родині купця Йосипа Фірсова. Батько мав декілька магазинів, володів вісьмома будинками і хотів, щоб Афанасій продовжив його справу. Всупереч бажанню батька, закінчивши залізничне училище, Фірсов вирішив отримати вищу технічну освіту. Закінчив вищу технічну школу у Міттвайді в Німеччині та політехнічний інститут у Цюріху в Швейцарії, спеціалізувався на двигунах внутрішнього згоряння. Отримавши вищу освіту, пішов працювати складальником на завод «Зульцер». Згодом був переведений на конструкторську роботу.
Після початку Першої світової війни Фірсову пропонували залишитися у Швейцарії. Керівництво заводу гарантувало йому отримання громадянства та високу заробітну плату. Але він разом із дружиною, двома синами та донькою вирішив повернутися.
З 1915 р. працював на Коломенському машинобудівному заводі, де розпочав роботу над створенням дизельних двигунів для підводних човнів.
Від весни 1916 р. працював на заводі «Теплохід» поблизу м. Нижній Новгород, що випускав мінні загороджувачі.
Після Жовтневого перевороту у 1917—1922 рр. працював начальником Нижньогородського губернського управління професійної освіти.
З 1922  р . до квітня 1927 р. — головний механік заводу «Червона Етна» у Нижньому Новгороді.
На початку червня 1927 р. переїхав до Миколаєва, де розпочав роботу на суднобудівному заводі імені Андре Марті. 24 червня 1927 року був прийнятий на посаду помічника головного інженера та завідувача дизельним будівництвом заводу з окладом 450 рублів на місяць. Проживав у готелі заводу за адресою вулиця Маріупольська, 57.

З 24 лютого 1928 року був призначений головним інженером з дизельного будівництва. 30 серпня 1929 року звільнився за власним бажанням. Приводом до цього кроку став «обвинувальний висновок у справі про контрреволюційну шкідницьку групу на Миколаївських об'єднаних суднобудівних заводах імені Андре Марті». По справі Миколаївського окружного відділу ГПУ проходило 17 осіб, залучені до слідства та передані до суду були справи на 10 осіб, в тому числі й на Фірсова. Підпав під кампанію «чисток», оскільки свого часу навчався за кордоном. Всім були пред'явлені звинувачення, зокрема стосовно Фірсова у справі було записано:
«…прибув на завод для розвитку робіт із випуску суднових дизелів потужністю 1400 кінських сил фірми „Зульцер“. Є учасником контрреволюційної шкідницької групи на Миколаївських державних суднобудівних заводах імені А. Марті, знаючи про те, що дизеля „Зульцер“ можна розпочати роботою та випускати з наявним інструментом, наполягав на тому, що для випуску їх необхідно замовити інструмент за кордоном, завдяки чому випуску дизелів не було».
Крім цього, Фірсову висувалися й інші звинувачення, але той у ході слідства винним себе не визнав. Всі ці події сприяли його звільненню та переїзду до Ленінграду, де у 1930 р. був запрошений на роботу на завод «Русский дизель».
У 1930 році Фірсова знову було арештовано, звинувачено у шкідництві та засуджено на 5 років таборів. Гостра нестача кваліфікованих кадрів в країні сприяла тому, що 18 вересня 1931 року засіданням комісії ОГПУ Фірсову був замінений термін покарання на роботу у Москві. Саме там він почав займатися проблемами танкобудівництва, а згодом був направлений до Харкова на завод імені Комінтерну, що в той час був центром танкобудівництва у СРСР.
6 грудня 1931 року Фірсов очолив спеціальне конструкторське бюро машинобудівництва — секретне танкове КБ. Він знаходився під цілодобовим наглядом ОГПУ. Жив при заводі один. Родина залишилася у Ленінграді. Під керівництвом Фірсова були створені танки БТ-5 та БТ-7. У 1935 році ХПЗ передав танк БТ-7 у серійне виробництво, а завод нагородили орденом Леніна. За словами Костянтина Челпана, головного конструктора КБ, саме Фірсов зробив величезний внесок у створення нового дизельного мотора танку.
У 1936 році Фірсова знову звинуватили у нанесенні шкоди через несправність у коробках передач танків БТ-7. Він був відсторонений від керівництва КБ. Однак, у виробництво пішла конструкція мотору, що була розроблена іншим фахівцем, але саме під керівництвом Фірсова.
Фірсов у цей період продовжує проєктувати установку вогнемета та димових приладів на танк, особисто зустрічає та вводить в курс справ нового керівника КБ М. І. Кошкіна, але «миколаївська справа» відіграла свою негативну рокову роль у його долі, і в середині 1937 року А. Й. Фірсова знову було заарештовано, а згодом засуджено Військовою колегією Верховного суду СРСР 13 листопада 1937 року до страти, розстріляний того самого дня.
У 1956 році був реабілітований «за відсутністю складу злочину». До кінця 1980-х років його ім'я у пресі та дослідницьких роботах не згадувалося. 

## Сім'я
Старший син Ігор з перших днів німецько-радянської війни пішов добровольцем на фронт і загинув. Донька Ольга, за фахом альпіністка, у 1941 році маскувала шпиль Ленінградського Адміралтейства, рятуючи від нальотів німецької авіації, була нагороджена декількома орденами. Син Олег став інженером-дизельником, головним конструктором суднобудівного заводу у Ленінграді, став лауреатом державної премії СРСР.

## Нагороди
- Почесна грамота Центрального Виконавчого Комітету СРСР (1935);
- Орден Червоного Прапора (1935).

## Повернення історичної правди
У 1980 році на екранах з'явився художній фільм «Головний конструктор» кінорежисера В. Семакова, що зробив Михайла Кошкіна єдиним творцем танка Т-34. Навіть після повної реабілітації ім'я А. Й. Фірсова залишалося у забутті до кінця 1980-х років. У 1988 році в газеті «Правда» вийшла стаття «Без них нельзя» під авторством Л. М. Васильєвої. В цій публікації вона вперше підняла на поверхню більшість забутих призвіщ людей, дотичних до створення легендарного танка, а також розповіла про біографію та внесок Афанасія Фірсова. Васильєва однією із перших окреслила роль Фірсова у створенні танку та в історії танкобудівництва взагалі.
М. О. Кучеренко, радянський інженер-конструктор, який також вважається одним із творців танка Т-34, казав про Афанасія Фірсова наступне: «З нього все починалося. Без нього нічого не було б». В незалежній Україні біографію Фірсова досліджував Є. Г. Горбуров.

## Вшанування пам'яті
У місті Харків проїзд Балашовський перейменували на проїзд Афанасія Фірсова[коли?].